# André Navarra
André Navarra, celým jménem André-Nicolas Navarra (13. října 1911 Biarrit, Francie – 31. července 1988 Siena, Itálie) byl francouzský violoncellista a hudební pedagog.

## Život
Narodil se do hudebnické rodiny. Jeho otec byl kontrabasista italského původu. Jeho rodiče jej připravovali na hudební dráhu, pořídili mu violoncello a nechali jej cvičit stupnice a studovat hudební teorii. Poté ve věku sedmi let začal studovat hru na violoncello.
O dva roky později byl přijat na Toulouskou konzervatoř, kterou dokončil v roce 1924, ve svých třinácti letech s nejvyšším oceněním. Poté pokračoval ve studiích na Pařížské konzervatoři u Julese-Leopolda Loeba a komorní hudbu u Charlese Tournemira. O dva roky později absolvoval, opět s nejvyšším oceněním.
Po dokončení studií na Pařížské konzervatoři, poměrně neobvykle pro prvotřídní sólové hudebníky, Navarra zcela přestal brát hodiny. Místo toho vypracoval vlastní studijní kurzy a zdokonaloval se v technice. To zahrnovalo například také transkribování množství houslových technik pro potřeby violoncellových cvičení, včetně etud Carla Flesche a Otakara Ševčíka.
V pozdějších letech, po druhé světové válce, kdy vyučoval na Pařížské konzervatoři, vedl Navarra od roku 1954 každoroční mistrovské kursy na Accademia Musicale Chigiana. Zde mezi jeho studenty patřili např. mladý Saša Večtomov, podzimní kurzy v Saint-Jean-de-Luz, a roku 1958 přijal také profesuru na vysoké škole hudební v Detmoldu. Taktéž vyučoval v Londýně a Vídni.
V roce 1954 Navarra natočil Dvořákův Violoncellový koncert h moll s londýnskou New Symphony Orchestra, řízenou Rudolfem Schwarzem; společnost Capitol Records nahrávku vydala v roce 1955.